# 星火棘鮗
星火棘鮗為輻鰭魚綱鱸形目鱸亞目七夕魚科的其中一種，分布於西南太平洋區的紐西蘭海域，頭部與身體有斑點，顏色從淡色至深褐色，鰭薄膜灰褐色，背鰭與臀鰭的頂端白色或橘色，背鰭硬棘19枚，背鰭軟條4-5枚，臀鰭硬棘10-12枚，臀鰭軟條3-5枚，體長可達17公分，棲息在潮間帶的岩石區，屬肉食性，以魚類為食。

## 擴展閱讀
維基物種上的相關：星火棘鮗